# Ludorf
Ludorf är en ortsteil i kommunen Südmüritz i Landkreis Mecklenburgische Seenplatte i förbundslandet Mecklenburg-Vorpommern i Tyskland. Ludorf var en kommun fram till den 26 maj 2019 när den uppgick i Südmüritz. Ludorf hade 411 invånare 2018.